# Nymphopsis korotnewi
Nymphopsis korotnewi är en havsspindelart som beskrevs av Schimkewitsch, W. 1887. Nymphopsis korotnewi ingår i släktet Nymphopsis och familjen Ammotheidae. Inga underarter finns listade i Catalogue of Life.